# Liste der Kulturdenkmäler in Großenritte
Die Liste der Kulturdenkmäler in Großenritte enthält alle Kulturdenkmäler im Stadtteil Großenritte der nordhessischen Mittelstadt Baunatal, die in der vom Landesamt für Denkmalpflege Hessen 2011 herausgegebenen Denkmaltopographie veröffentlicht wurden.

## Legende

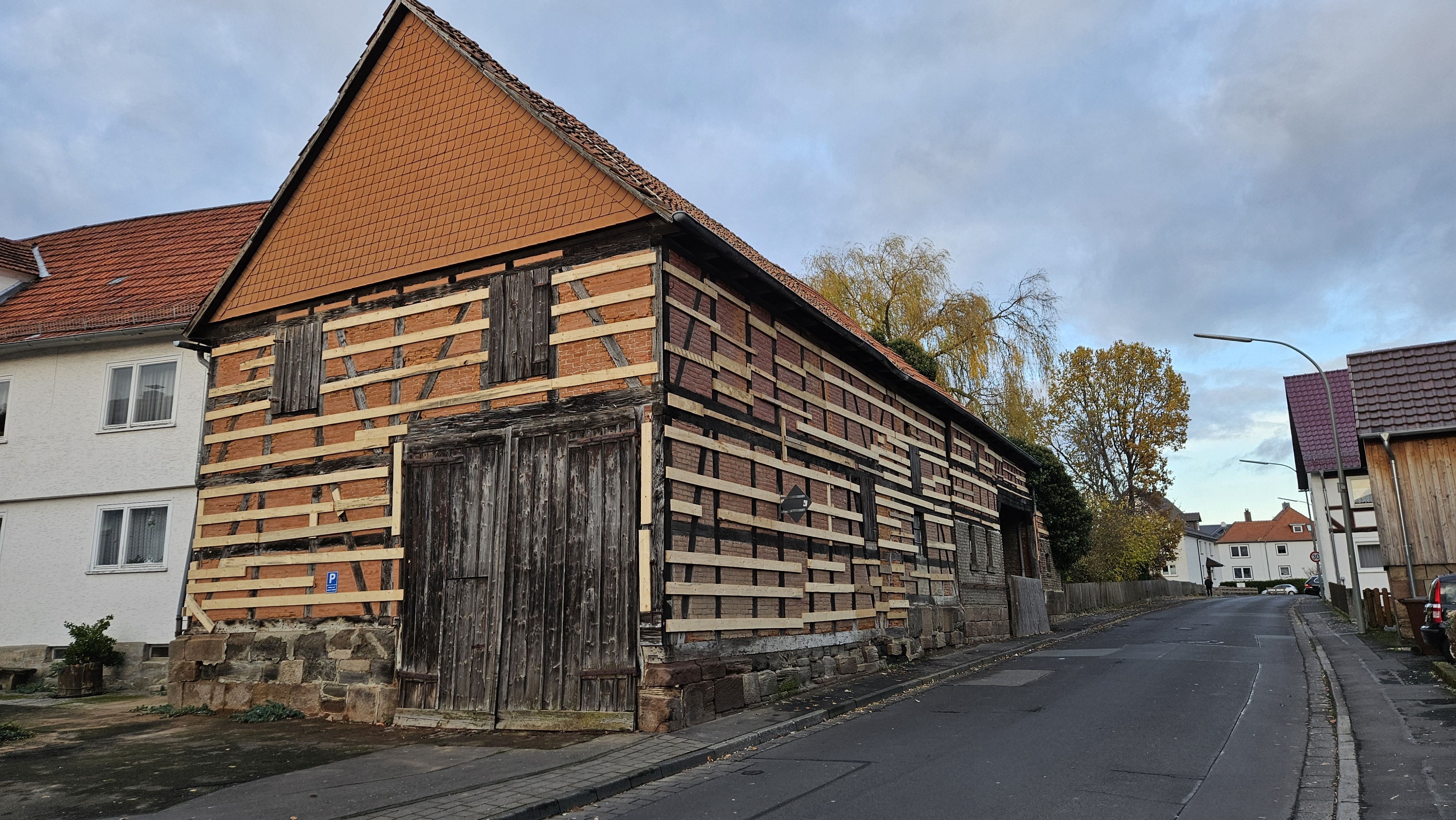
Ehem. Landgräfliches Forstgehöft Bahnhofstr.

- Ehem. Landgräfliches Forstgehöft Bahnhofstr.Bezeichnung: Nennt den Namen, die Bezeichnung oder die Art des Kulturdenkmals.
- Lage: Nennt den Straßennamen und wenn vorhanden die Hausnummer des Kulturdenkmals. Die Grundsortierung der Liste erfolgt nach dieser Adresse. Der Link „Karte“ führt zu verschiedenen Kartendarstellungen und nennt die Koordinaten des Kulturdenkmals.
- Datierung: Gibt die Datierung an; das Jahr der Fertigstellung bzw. den Zeitraum der Errichtung. Eine Sortierung nach Jahr ist möglich.
- Beschreibung: Nennt bauliche und geschichtliche Einzelheiten des Kulturdenkmals, vorzugsweise die Denkmaleigenschaften.
- Objekt-Nr: Gibt, sofern vorhanden, die vom Landesamt für Denkmalpflege vergebene Objekt-ID des Kulturdenkmals an.

## Denkmalliste
| Bild                             | Bezeichnung                        | Lage | Beschreibung | Bauzeit                      | Objekt-Nr. |
| -------------------------------- | ---------------------------------- | --- | --- | ---------------------------- | ---------- |
| Bild gesucht BW                  | Gesamtanlage historischer Ortskern | Am Bache Lage | Gesamtanlage historischer Ortskern: Am Bache 3–9, 2, 4, 6; Bachstraße 1–5, 2-8, 10, 14, 16, 18, 20; Bahnhofstraße 1–3, 5, 5a, 7, 6, 8-22; Besser Straße 2, 4; Elgershäuser Straße 1, 2; Erbsgasse 1, 3, 5–7, 2, 6–10, 12; Grüner Weg 1, 5–19, 21, 23–25, 2, 4, 12–14, 20; In der Simmete 2, 4, 6, 8; Kampstraße 1, 1a, 3, 5–9, 2–8, 10; Kasseler Straße 1–7, 9, 11–17, 2a, 2, 4, 6-12, 14; Kirchweg 1, 3, 4; Mittelstraße 1, 3, 5, 7, 9–11, 13, 4–8, 10; Niedensteiner Straße 1–17, 2–12; Obere Gänseweide 1, 7–9; Poststraße 1-5, 7, 2–14; Prinzenstraße 1, 5, 7–11, 2, 4-6, 8, 10, 12, 14, 18; Unter den Linden 3, 5, 7, 9, 11, 13, 4, 4a; Untere Gänseweide 1–3, 2–4 | 18./19. Jh.                  | 88341 DDB  |
| Einhaus                          | Einhaus                            | Am Bache 4/6 LageFlur: 8, Flurstück: 39, 40/1 | Zweigeschossiges Einhaus mit Rähmkonstruktion aus Eichenholz | Ende 18. Jh.                 | 87907 DDB  |
| weitere Bilder                   | Hofanlage                          | Bachstraße 10 LageFlur: 9, Flurstück: 16/2 | Hofanlage mit zweigeschossigem Wohnhaus mit Krüppelwalmdach und Eichenfachwerk | Mitte 18. Jh.                | 87908 DDB  |
| Einhaus                          | Einhaus                            | Bachstraße 16 LageFlur: 9, Flurstück: 26 | Ehem. kleinformatiges zweigeschossiges Einhaus mit Eichenfachwerk | Mitte 18. Jh.                | 87909 DDB  |
| Ehem. Einhaus                    | Ehem. Einhaus                      | Bachstraße 18 LageFlur: 9, Flurstück: 25/1 | Ehem. Einhaus mit zweigeschossiger Rähmkonstruktion | 1. Hälfte 19. Jh.            | 87910 DDB  |
| Einhaus                          | Einhaus                            | Bachstraße 20 LageFlur: 9, Flurstück: 22/4 | Zweigeschossiges Einhaus mit Fachwerkgefüge | 1796                         | 87911 DDB  |
| Bild gesucht BW                  | Sachgesamtheit Eisenbahn           | Bahnhofstraße, Vor dem Altenbaunaer Heimbache, Unter dem Wenderweg, Stettiner Straße, Lützelwiesen, Kleinbahn, In der Huhnsecke, Hirschberger Straße, Hinter dem Altenbaunaer Heimbache, Großenritter Fußweg, Elgershäuser Straße LageFlur: 3, 5, 18, Flurstück: 102/5, 144/1, 145/6, 146/6, 147/17, 148/37, 66/3, 76, 83, 105, 106/32, 106/43, 106/46, 106/6, 171/60, 172/62, 173/62, 180/104, 43/5, 102/15, 103/19, 19/239, 2/36, 2/37, 35/3, 59/3, 70/2, 71/5, 72/8, 78/12, 79/8, 82/12 | |                              | 954972 DDB |
| Fachwerkgebäude                  | Fachwerkgebäude                    | Bahnhofstraße 5 LageFlur: 8, Flurstück: 30/3 | Zweigeschossiges Fachwerkgebäude mit zweifach verriegelten Mannfiguren und Handwerkssymbolen im Andreaskreuz | 2. Hälfte 18. Jh.            | 87912 DDB  |
| weitere Bilder                   | ehem. Landwirtschaftliche Anlage   | Bahnhofstraße 6 LageFlur: 16, Flurstück: 16/1 | Ehem. landwirtschaftliche Anlage mit zweigeschossigem Wohntrakt mit Eichenfachwerk | bez. 1778                    | 87913 DDB  |
| weitere Bilder                   | Hofanlage                          | Besser Straße 2 LageFlur: 9, Flurstück: 14/1 | Dreiseitige Hofanlage mit rückwärtigem Wohnhaus mit Fachwerk | Mitte 18. Jh.                | 87914 DDB  |
| weitere Bilder                   | Wohnhaus                           | Besser Straße 4 LageFlur: 11, Flurstück: 24/9 | Zweigeschossiges Wohnhaus in Rähmbauweise, mit Eichenfachwerk und Krüppelwalmdach | 2. Hälfte 18. Jh.            | 87915 DDB  |
| Backsteinwohnhaus                | Backsteinwohnhaus                  | Bismarckstraße 9 LageFlur: 7, Flurstück: 36/3 | Backsteinwohnhaus mit Fassadengliederung mit Mittelrisalit | Anfang 20. Jh.               | 87916 DDB  |
| weitere Bilder                   | Hofanlage                          | Elgershäuser Straße 2 LageFlur: 8, Flurstück: 87/1 | Hofanlage mit zweigeschossigem Wohnhaus mit Fachwerk sowie Doppeltorscheune | Mitte 18. Jh.                | 87917 DDB  |
| Tagelöhnerhaus                   | Tagelöhnerhaus                     | Erbsgasse 1 LageFlur: 8, Flurstück: 27 | Sehr schmales ehemaliges Tagelöhnerhaus in Rähmbauweise | Vermutlich 2. Hälfte 18. Jh. | 87918 DDB  |
| Ehem. Einhaus                    | Ehem. Einhaus                      | Erbsgasse 2 LageFlur: 8, Flurstück: 23/12 | Ehem. Einhaus in traufständiger Rähmbauweise | bez. 1823                    | 87919 DDB  |
| Ehem. Einhaus                    | Ehem. Einhaus                      | Erbsgasse 3/5 LageFlur: 8, Flurstück: 28, 32 | Ehem. Einhaus mit Rähmkonstruktion, gegliedert in Wohnbereich und Stall- und Scheunentrakt | um 1700                      | 87920 DDB  |
| Ehem. Einhaus                    | Ehem. Einhaus                      | Erbsgasse 12 LageFlur: 8, Flurstück: 43/3 | Zweigeschossiges ehem. Einhaus mit Eichenfachwerk | Mitte 18. Jh.                | 87921 DDB  |
| Bild gesucht BW                  | Ehem. Landgräfliches Forstgehöft   | Grüner Weg 2, Bahnhofstraße LageFlur: 8, Flurstück: 6/1, 6/3, 6/4 | |                              | 87922 DDB  |
| Scheune                          | Scheune                            | Grüner Weg 4 LageFlur: 8, Flurstück: 8/7 | Traufständige Scheune mit einer großen Toreinfahrt und Ladeluken, zweigeschossig in Rähmbauweise mit Eichenfachwerkgefüge | 2. Hälfte 18. Jh.            | 87923 DDB  |
| Streckhofanlage                  | Streckhofanlage                    | Grüner Weg 21 LageFlur: 6, Flurstück: 33/3 | Traufständige ehemalige Streckhofanlage | bez. 1830 und 1842           | 87924 DDB  |
| weitere Bilder                   | Wohnhaus                           | In der Simmete 2 LageFlur: 14, Flurstück: 57/3 | Wohnhaus einer Hofanlage in Rähmbauweise | Mitte 18. Jh.                | 87925 DDB  |
| Scheune                          | Scheune                            | In der Simmete 6 LageFlur: 14, Flurstück: 59/1 | Giebelständige Doppeltorscheune mit weit auskragendem Vordach | bdez. 1811                   | 87926 DDB  |
| Fachwerkgebäude                  | Fachwerkgebäude                    | In der Simmete 8 LageFlur: 14, Flurstück: 61/3 | Ehemaliges Einhaus als dreigeschossiges Fachwerkgebäude | um 1800                      | 87927 DDB  |
| Tagelöhnerhaus                   | Tagelöhnerhaus                     | Kampstraße 1a LageFlur: 14, Flurstück: 2/1 | Kleinformatiges Tagelöhnerhaus mit zweigeschossigem Fachwerkgefüge | 1769                         | 87928 DDB  |
| Bild gesucht BW                  | Fachwerkgebäude                    | Kampstraße 3 LageFlur: 14, Flurstück: 5/1 | Zweigeschossiges Fachwerkgebäude mit Rähmkonstruktion | 2. Hälfte 19. Jh.            | 87929 DDB  |
| Wohnhaus                         | Wohnhaus                           | Kampstraße 10 LageFlur: 8, Flurstück: 86/5 | Giebelständiges Wohnhaus in drei Geschossen; erstes Obergeschoss in Ständerbauweise mit Eichenholz, zweites Obergeschoss als Rähmbau mit Fichtenholz | 2. Hälfte 18. Jh.            | 87930 DDB  |
| Bild gesucht BW                  | Fachwerkwohnhaus                   | Kasseler Straße 2 LageFlur: 15, Flurstück: 36/1 | Fachwerkwohnhaus als zweigeschossiger Rähmbau | 1823                         | 87931 DDB  |
| Bild gesucht BW                  | Fachwerkgebäude                    | Kasseler Straße 2a LageFlur: 15, Flurstück: 38/6 | Ehem. Pfarrscheune – Fachwerkgebäude | bez. 1716                    | 87932 DDB  |
| Bild gesucht BW                  | Gasthaus                           | Kasseler Straße 4 LageFlur: 15, Flurstück: 26/2 | Hofanlage in Winkelform mit zweigeschossigem traufständigem Fachwerkanbau, als Forsthaus errichtet, Umnutzung als Gasthaus | Anfang 19. Jh.               | 87933 DDB  |
| Bild gesucht BW                  | Einhaus                            | Kasseler Straße 9 LageFlur: 16, Flurstück: 15/7 | Giebelständig ausgerichtetes Einhaus mit zweigeschossiger Rähmkonstruktion | 2. Hälfte 18. Jh.            | 87934 DDB  |
| Bild gesucht BW                  | Einhaus                            | Kasseler Straße 14, Kasseler Straße LageFlur: 15, Flurstück: 2/8, 2/9 | Einhaus in Rähmbauweise | 1. Hälfte 19. Jh.            | 87935 DDB  |
| Ehem. Pfarrhaus                  | Ehem. Pfarrhaus                    | Kirchweg 1 LageFlur: 15, Flurstück: 38/8 | Ehem. Pfarrhaus – zweigeschossiges Fachwerkhaus | 1664                         | 87936 DDB  |
| weitere Bilder                   | Wohnhaus                           | Mittelstraße 1 LageFlur: 14, Flurstück: 55/3 | Wohnhaus einer ehem. Hofanlage | 1796                         | 87937 DDB  |
| Fachwerkhaus Mittelstraße 3      | Fachwerkgebäude                    | Mittelstraße 3 LageFlur: 14, Flurstück: 52 | Zweigeschossiges Fachwerkgebäude | Ende 18. Jh.                 | 87938 DDB  |
| Fachwerkhaus Mittelstraße 7      | Wirtschaftsgebäude                 | Mittelstraße 7 LageFlur: 14, Flurstück: 50/1 | Wirtschaftsgebäude eines ehemaligen Streckhofs mit Fachwerkkonstruktion | 2. Hälfte 18. Jh.            | 87939 DDB  |
| Fachwerkhaus Mittelstraße 13     | Scheune                            | Mittelstraße 13 LageFlur: 14, Flurstück: 29/4 | Scheune mit zweigeschossiger Rähmkonstruktion | 1785                         | 87940 DDB  |
| Kath. Kirche St. Pius            | Kath. Kirche St. Pius              | Niedensteiner Straße LageFlur: 11, Flurstück: 26/15 | Katholische Kirche St. Pius | 1967                         | 88419 DDB  |
| Bild gesucht BW                  | Ehem. Kaiserliche Postagentur      | Poststraße 7, Poststraße LageFlur: 8, Flurstück: 149/65, 92/10–13 | Ehemalige Kaiserliche Postagentur – Dreiflügelanlage, zweigeschossig mit Fachwerk, genutzt als Kaiserliche Postagentur zwischen 1873 und 1904 | 1873, Stallgebäude 1888      | 87941 DDB  |
| weitere Bilder                   | Fachwerkwohnhaus                   | Prinzenstraße 1a LageFlur: 9, Flurstück: 61/1 | Fachwerkwohnhaus in Rähmbauweise | 1. Drittel 19. Jh.           | 135871 DDB |
| weitere Bilder                   | Einhaus                            | Prinzenstraße 2 LageFlur: 9, Flurstück: 56/4 | Giebelständiges zweigeschossiges Einhaus | um 1750                      | 87943 DDB  |
| Fachwerkhaus Prinzenstraße 5     | Wohnhaus                           | Prinzenstraße 5 LageFlur: 9, Flurstück: 39/2 | Giebelständiges zweigeschossiges Wohnhaus mit Fachwerk | 1. Hälfte 19. Jh.            | 87944 DDB  |
| weitere Bilder                   | Einhaus                            | Prinzenstraße 8 LageFlur: 9, Flurstück: 52/4 | Dreigeschossiges Einhaus mit Wohn- und Stallteil, Fachwerkkonfiguration | Ende 18. Jh.                 | 87945 DDB  |
| Fachwerkhaus Prinzenstraße 10    | Einhaus                            | Prinzenstraße 10 LageFlur: 9, Flurstück: 51/1 | Dreigeschossiges Einhaus mit Fachwerk | Ende 19. Jh.                 | 87946 DDB  |
| weitere Bilder                   | Einhaus                            | Prinzenstraße 12 LageFlur: 9, Flurstück: 48/1 | Zweigeschossiges Einhaus in Rähmbauweise | bez. 1863                    | 87947 DDB  |
| weitere Bilder                   | Fachwerkwohnhaus                   | Prinzenstraße 14 LageFlur: 9, Flurstück: 46/1 | Traufständiges Wohnhaus mit Fachwerk | 1774                         | 87948 DDB  |
| weitere Bilder                   | Bahnhofsempfangsgebäude            | Schauenburger Straße 2 LageFlur: 18, Flurstück: 2/24 | Bahnhofsempfangsgebäude (ehem.) – Empfangsgebäude der Kassel-Naumburger Kleinbahn | 1903                         | 87949 DDB  |
| weitere Bilder                   | Ev. Kirche                         | Unter den Linden 1 LageFlur: 8, Flurstück: 50/3 | Evangelische Kirche – als Pfarrkirche mit wehrhaftem Charakter errichtet | 1512                         | 87950 DDB  |
| Fachwerkhaus Unter den Linden 3  | Ehem. Schule                       | Unter den Linden 3 LageFlur: 8, Flurstück: 53/4 | Ehem. Schule – Zweigeschossiges Fachwerkgebäude | 1852                         | 87951 DDB  |
| Fachwerkhaus Unter den Linden 4  | Ehem. Dorfgasthaus                 | Unter den Linden 4 LageFlur: 8, Flurstück: 58/2 | Ehem. Dorfgasthaus – zweigeschossiger Rähmbau | Mitte 18. Jh.                | 87952 DDB  |
| Bild gesucht BW                  | Wohnhaus                           | Unter den Linden 5 LageFlur: 8, Flurstück: 53/4 | Zweigeschossiges Wohnhaus | etwa 1741                    | 88121 DDB  |
| Bild gesucht BW                  | Ehem. Schule                       | Unter den Linden 7 LageFlur: 8, Flurstück: 53/2 | Ehem. Schule – Im Hofbereich der Wehrkirche gelegenes Fachwerkwohnhaus, erbaut als erstes Schul- und Wohngebäude des Lehrers und Küsters | bez. 1741                    | 87953 DDB  |
| Bild gesucht BW                  | Fachwerkwohnhaus                   | Unter den Linden 9 LageFlur: 8, Flurstück: 56/2 | Zweigeschossiges Fachwerkwohnhaus | vermutlich 1. Hälfte 19. Jh. | 87954 DDB  |
| Fachwerkhaus Unter den Linden 11 | Wohnhaus                           | Unter den Linden 11 LageFlur: 8, Flurstück: 55 | Wohnhaus – ehem. Einhaus mit kleinem Zwerchhausaufbau | 1. Hälfte 18. Jh.            | 87955 DDB  |
| Bild gesucht BW                  | Wohnhaus                           | Unter den Linden 13 LageFlur: 8, Flurstück: 54/1 | Zweigeschossiges Wohnhaus, ehem. Tagelöhnerhaus | 2. Hälfte 18. Jh.            | 87956 DDB  |